# 得タク
得タク（トクタク）は、モバイル・コマース・ソリューション株式会社（MOBILE COMMERCE SOLUTION Inc.）がタクシー業界向けに開発したポイントサービス等(得タクネットワークサービス)に加盟するタクシーの総称である。

## 概要
得タクネットワークサービスは、2005年12月にモバイル・コマース・ソリューション株式会社（以下「MCS」と記す。）と株式会社キャブステーション（以下「CS」と記す。）が共同で立ち上げたタクシー向けのポイントサービスである。なお、当時は、MCSがシステム部門をCSが営業部門を担当していた。また、得タクでは、ポイントサービスだけでなくクレジットカード決済サービスも取り扱っている。
得タクネットワークサービスの立ち上げ当初は、取り扱うポイントも少なかったが、その後、徐々にその実績が認められ、大手ポイント事業者と提携し様々なポイントを貯められるようになった事で、得タクも日本全国へと拡がっていった。
2007年8月にMCSとCSは営業権譲渡契約を取り交わし、得タクはMCS単独で運営されるようになった。
2016年5月時点で、約7,000台の得タクが日本全国（但し、和歌山県、愛媛県、宮崎県は除く）を走行している。得タクの目印は車体に貼られているステッカーである。

## ネーミングとイメージキャラクター
「得タク」というネーミングは、“得するタクシー”に由来している。「得タク」のステッカーデザイン、「得タク」のロゴデザインがそれぞれ商標登録されている。
「得タクくん」というタクシーを擬人化したイメージキャラクターも設定されていて、2014年7月からLINEスタンプが販売されている。また、2015年8月から販売を開始したLINEスタンプ第2弾では、得タクくんに仲間がいる事が分かっている。

## ポイントサービス

### 自社発行のポイントカード
得タクポイントカード
乗車料金100円につき3ポイントが貯まるカードで、1000ポイントが貯まると1000円分のJCB商品券が自動的に送られてくる。
得タクポイントカードは、得タクに加盟するタクシー車内で運転手に「得タクポイントを貯めたい」と伝えると入手することができ、その時からポイントを貯めることができる。会員登録用の専用ハガキは、タクシー車内に用意されている。
得タクポイントカードにポイントを貯めるには、乗車料金を現金で精算する必要がある。
乗車するタクシーによっては、そのタクシー会社をあしらったカードデザインの得タクポイントカードも存在する。
(旧)得タクポイントカード
サービス開始当初に出回っていたカードで、現在もポイントを貯めることができる。
得タクLINE（得タク・ネットカード）
LINEアプリから得タク公式LINEアカウントを追加し、会員登録をすることで、乗車料金100円につき3ポイントが貯まる得タク・ネットカードが提示できるようになる。貯まったポイントを利用して各種商品へ交換可能。（100ポイント～交換可能）得タクLINEでは得タクに加盟しているタクシー会社からタクシーを配車できる機能も備わっている。

### 提携先が発行するカード
JALマイレージバンクカード
2005年12月より取扱いを開始している。
得タクに乗って、「JALカード」又は「JMBカード」を提示すると、乗車料金100円につき1マイルを貯めることができる。なお、マイルを貯めるには、乗車料金を現金で支払う事が必要。
ANAマイレージクラブカード
2005年12月より取扱いを開始している。
得タクに乗って、「ANAカード」又は「ANAマイレージクラブカード」を提示すると、乗車料金100円につき1マイルを貯めることができる。なお、マイルを貯めるには、乗車料金を現金で支払う事が必要。
ゆめカード
2005年12月より取扱いを開始している。
得タクに乗って、「ゆめカード」(クレジットカード機能付きを含む)」を提示すると、乗車料金100円につき1ポイントを貯めることができる。なお、ポイントを貯めるには、乗車料金を現金又はクレジットカード機能付きの「ゆめカード」で支払う事が必要。
ビジネスエリートカード
2005年12月より取扱いを開始している。
得タクに乗って、「ビジネスエリートカード」を提示すると、乗車料金100円につき1ポイントを貯めることができる。なお、ポイントを貯めるには、乗車料金を現金で支払う事が必要。
Tカード
2007年7月1日より取扱いを開始している。
得タクに乗って、「Tポイントカード(クレジットカード機能付きを含む)」を提示すると、乗車料金100円につき1ポイントを貯めることができる。なお、ポイントを貯めるには、乗車料金を現金又はクレジットカード機能付きの「Tポイントカード」で支払う事が必要。
 JTBトラベルポイントカード
2008年3月1日より取扱いを開始している。
得タクに乗って、「JTBトラベルポイントカード」又は「JTB トラベルポイント JAL マイレージバンクカード」を提示すると、乗車料金100円につき1ポイントを貯めることができる。なお、ポイントを貯めるには、乗車料金を現金で支払う事が必要。
 チェリオポイントカード
2009年6月1日より取扱いを開始している(得タクの鹿島水郷タクシーのみで利用可能)。
得タクに乗って、「チェリオポイントカード」を提示すると、乗車料金100円につき1ポイントを貯めることができる。なお、ポイントを貯めるには、乗車料金を現金で支払う事が必要。
 アークスRARAカード
2009年10月1日より取扱いを開始している。
得タクに乗って、「アークスRARAカード」又は「アークスRARA JCBカード」を提示すると、乗車料金100円につき1ポイントを貯めることができる。なお、ポイントを貯めるには、乗車料金を現金又は「アークスRARA JCBカード」で支払う事が必要。
 フレスタスマイルカード
2012年9月1日より取扱いを開始している(広島県、岡山県、山口県の得タクで利用可能)。
得タクに乗って、「フレスタスマイルカード」を提示すると、乗車料金100円につき1ポイントを貯めることができる。なお、ポイントを貯めるには、乗車料金を現金で支払う事が必要。
 マキヤグループポイントカード
2013年10月1日より取扱いを開始している(静岡県富士市、富士宮市の得タクで利用可能)。
得タクに乗って、「マキヤグループポイントカード」を提示すると、乗車料金200円につき1ポイントを貯めることができる。なお、ポイントを貯めるには、乗車料金を現金で支払う事が必要。
 楽天ポイントカード
2014年10月1日より取扱いを開始している。
得タクに乗って、「楽天ポイントカード」を提示すると、乗車料金200円につき1ポイントを貯めることができる。なお、ポイントを貯めるには、乗車料金を現金で支払う事が必要。
 dポイントカード
2016年4月1日より取扱いを開始している。
得タクに乗って、「dポイントカード」を提示すると、乗車料金100円につき1ポイントを貯めることができる。なお、ポイントを貯めるには、乗車料金を現金で支払う事が必要。
 Pontaカード
2018年4月1日より取扱いを開始している。
得タクに乗って、「Pontaカード」を提示すると、乗車料金100円につき1ポイントを貯めることができる。なお、ポイントを貯めるには、乗車料金を現金で支払う事が必要。

## 得タクに加盟している主なタクシー会社
北海道地方
平岸ハイヤー株式会社(札幌市)
互信交運事業協同組合(札幌市)
恊和交通株式会社(札幌市)
道南ハイヤー株式会社(函館市)
東北地方
成長タクシー株式会社(青森市)
岩手中央タクシー株式会社(盛岡市)
仙台中央タクシー株式会社(仙台市)
2525タクシー株式会社(仙台市)
クラブ自動車株式会社(郡山市)
西条タクシー株式会社(郡山市)
関東地方
県南交通株式会社(さいたま市)
大宮自動車有限会社(さいたま市)
中部地方
桜観光タクシー株式会社(長野市)
関西地方
滋賀交通グループ(大津市、京都市)
中国地方
倉敷タクシー株式会社(倉敷市)
四国地方
有限会社金比羅タクシー(徳島市)
九州・沖縄地方
株式会社光タクシー(北九州市)
南国タクシー株式会社(鹿児島市)
株式会社ミハマタクシー(沖縄市)